# Leandra hatschbachii
Leandra hatschbachii là một loài thực vật có hoa trong họ Mua. Loài này được Brade mô tả khoa học đầu tiên năm 1956.